# Episodi di Prima o poi divorzio! (prima stagione)
La prima stagione della serie televisiva Prima o poi divorzio! è andata in onda negli Stati Uniti d'America dal 2 ottobre 2000 al 14 maggio 2001 sul canale CBS.
In Italia è andata in onda in prima visione dall'8 maggio 2004 su Canale 5, con il titolo Doppia Coppia.
| nº | Titolo originale                                                                  | Titolo italiano            | Prima TV USA     | Prima TV Italia |
| -- | --------------------------------------------------------------------------------- | -------------------------- | ---------------- | --------------- |
| 1  | Pilot                                                                             | Episodio Pilota            | 2 ottobre 2000   | 8 maggio 2004   |
| 2  | Weaning Isn't Everything                                                          | Lo svezzamento non è tutto | 9 ottobre 2000   | 9 maggio 2004   |
| 3  | The Good Couple                                                                   | La buona coppia            | 16 ottobre 2000  | 15 maggio 2004  |
| 4  | You Wanna?                                                                        | Vuoi?                      | 23 ottobre 2000  | 16 maggio 2004  |
| 5  | Father-In-Law                                                                     | Il suocero                 | 30 ottobre 2000  | 29 maggio 2004  |
| 6  | Greg's Big Day                                                                    | Come ai vecchi tempi       | 6 novembre 2000  | 30 maggio 2004  |
| 7  | Look's Who's Not Talking                                                          | Separati in casa           | 13 novembre 2000 | 5 giugno 2004   |
| 8  | Jimmy Gets a Job                                                                  | Un nuovo lavoro            | 20 novembre 2000 | 12 giugno 2004  |
| 9  | Arm-prins                                                                         | Genio incompreso           | 27 novembre 2000 |                 |
| 10 | Talk Time                                                                         | Dialogo di coppia          | 4 dicembre 2000  | 27 giugno 2004  |
| 11 | All I Want for Christmas Is My Dead Uncle's Cash (a.k.a. Silent Night, Holy Crap) |                            | 10 dicembre 2000 |                 |
| 12 | Where There's a Will, There's a Waiver                                            | Il vicino invadente        | 8 gennaio 2001   | 11 luglio 2004  |
| 13 | Jimmy's Jimmy                                                                     | Compagno di scuola         | 29 gennaio 2001  | 8 agosto 2004   |
| 14 | Kiss and Yell                                                                     |                            | 5 febbraio 2001  |                 |
| 15 | The Big Snip                                                                      |                            | 12 febbraio 2001 |                 |
| 16 | Moon over Kindergarten                                                            |                            | 19 febbraio 2001 |                 |
| 17 | Doctor, Doctor                                                                    |                            | 26 febbraio 2001 |                 |
| 18 | Greg: Don't Leave Me Home Without Him                                             |                            | 12 marzo 2001    |                 |
| 19 | The Daddies Group                                                                 |                            | 19 marzo 2001    |                 |
| 20 | Mr. Fix It                                                                        |                            | 9 aprile 2001    |                 |
| 21 | Kim Just Wants to Have Fun                                                        |                            | 16 aprile 2001   |                 |
| 22 | No Room to Spare                                                                  |                            | 30 aprile 2001   |                 |
| 23 | Worst in Show                                                                     |                            | 7 maggio 2001    |                 |
| 24 | Jimmy and the Amazing Technicolor Dream Boat                                      |                            | 14 maggio 2001   |                 |